# Soehrensia smrziana
Soehrensia smrziana ist eine Pflanzenart aus der Gattung Soehrensia in der Familie der Kakteengewächse (Cactaceae). Das Artepitheton smrziana ehrt den tschechischen Gärtner und Kakteenliebhaber Oskar Smrz (1885–1938).

## Beschreibung
Soehrensia smrziana wächst einzeln oder bildet häufig Poster mit Höhen von bis zu 0,5 Metern und Durchmesser von bis zu 1,5 Metern. Die kugelförmigen bis kurz zylindrischen oder sogar säulenförmigen, frischgrünen bis graugrünen Triebe sind oft anfangs niederliegend und werden später aufrecht. Sie sind bis zu 40 Zentimeter lang und erreichen Durchmesser von 20 Zentimetern. Es sind elf bis 13 breit werdende Rippen vorhanden. Die sieben bis 14 ungleichen weißlichen bis goldbraunen Dornen sind ziemlich variabel. Sie sind dünn, stechend, ausstrahlend und nadelig bis borstig. Der meist einzelne Mitteldorn ist bis zu 3 Zentimeter lang. Die Randdornen weisen eine Länge von 1 bis 2,5 Zentimeter auf.
Die weißen Blüten erscheinen in der Nähe des Triebscheitels. Sie sind 13 bis 17 Zentimeter lang. Die kugelförmigen, grüngelben Früchte sind sehr saftig und reißen vertikal auf. Sie erreichen einen Durchmesser von 2,5 bis 4 Zentimeter.

## Verbreitung und Systematik
Soehrensia smrziana ist in der argentinischen Provinz Salta in mittleren Lagen von 1500 bis 2500 Metern verbreitet.
Die Erstbeschreibung als Echinopsis smrziana durch Curt Backeberg wurde 1936 veröffentlicht. 1959 stellte er die Art in die Gattung Soehrensia. Ein weiteres nomenklatorisches Synonym ist Trichocereus smrzianus (Backeb.) Backeb. (1966).

## Nachweise